# Албанське традиційне вбрання

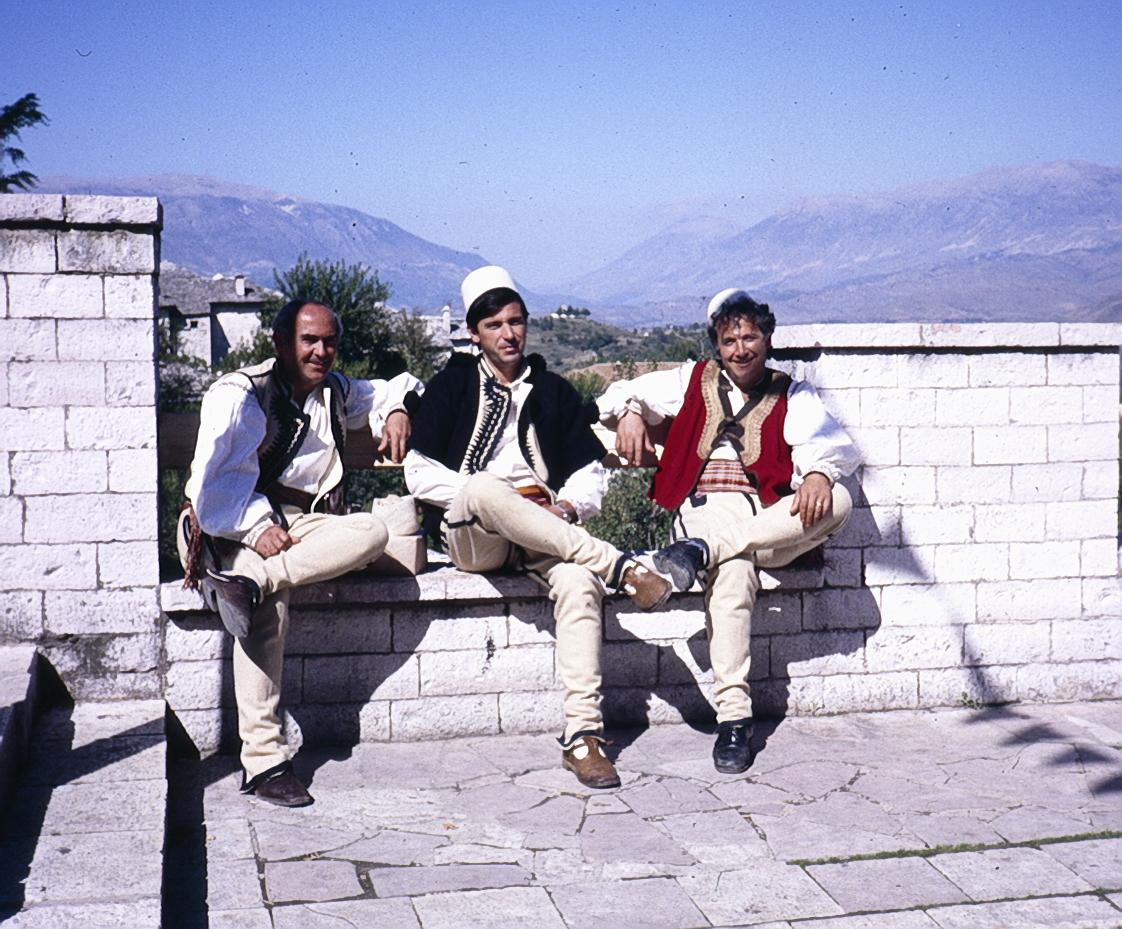
Фольклорний колектив на національному музичному фестивалі

Албанський національний костюм включає більше 200 різних варіантів одягу, яку традиційно носили по всій Албанії, на албаномовних територіях і в албанських субетнічних групах (наприклад арбереши в Італії, арваніти в Греції, абанаси в Хорватії). Традиційні костюми можуть відрізнятися в залежності від регіону проживання, соціального походження, віку і релігії.
Народний костюм був широко поширений в повсякденному житті Албанії аж до 1950-х років. Потім, особливо серед молоді, його замінив одяг західного зразка. І сьогодні деякі старі люди продовжують носити традиційний одяг в повсякденному житті. Цей одяг також носять різні фольклорні колективи, звичайні албанці можуть одягати традиційний одяг з особливих свят.
Албанський костюм змінювався з плином часу. Розвинулися кілька його регіональних різновидів. Позначалися зовнішні культурні фактори, зокрема, великий вплив на костюм надала ісламізація і османська епоха. Після здобуття Албанією незалежності на традиційному одязі стало позначатися вплив західної моди.

## Жіночий костюм
В гірській частині Албанії жінки носили довгу лляну сорочку-сукню, розшиту облямівкою. На цю сорочку одягали два фартуха (пристилки), або один маленький прикрашений вишивкою. Короткі курточки албанських горянок були прикрашені золотими шнурами, аплікацією і бахромою. В їх гардероб також входили дзвоноподібні спідниці. В області Шкодер жінки підв'язували свої напівпрозорі сорочки до плечей червоними стрічками, а корсаж прикрашали срібними монетами. В районі Мирдіти на півночі Албанії пояс прикрашали китицями залежно від віку: молоді дівчата — червоними, літні жінки — чорними. В місцевості Зерчані жінки носили безрукавні сукні, оздоблені шнуром. Мешканки міст носили шаровари з бавовни або шовку. Верхнім одягом жінок, як і чоловіків, служив довгий розпашній каптан джубба. Він виготовлявся із щільної вовняної тканини і розшивався ромбоподібними орнаментами. З головних уборів були поширені хустки та покривала, які розрізнялися в залежності від області.

## Чоловічий костюм
Традиційним чоловічим одягом була спідниця фустанелла, вона була поширена на півдні Албанії. На півночі ж носили білі вузькі довгі штани тирчет, розшиті чорною тасьмою. Разом з цими штанами чоловіки носили сорочку, жилетку і безрукавку. Існували також мішкоподібні штани потуре, які носили з обробленою хутром курткою. З головних уборів чоловіки носили турецькі фески, а також смугасті тюрбани.